# Paso de Dou
El Paso de Dou (en georgiano: დოუს უღელტეხილი) es un paso de 1390 metros de altitud que cruza las montañas del Cáucaso en la zona del Abjasia.

## Geografía
El paso está situado en los montes de Bzipi. El río Gumista Occidental conecta el valle del río Bzipi (a través de los pueblos de Reshevie y Bitaga) con el embalse de Psju.